# Cataractes de Shawinigan
 (décembre 2021).
Si vous disposez d'ouvrages ou d'articles de référence ou si vous connaissez des sites web de qualité traitant du thème abordé ici, merci de compléter l'article en donnant les références utiles à sa vérifiabilité et en les liant à la section « Notes et références ».
Pour les articles homonymes, voir Cataracte.
Les Cataractes de Shawinigan sont une équipe de hockey junior faisant partie de la Ligue de hockey junior Maritimes Québec. L'équipe est basée à Shawinigan, au Québec. Les Cataractes ont porté le nom de Bruins de Shawinigan jusqu'en 1973 et de Dynamos de Shawinigan de 1973 à 1978.
L'équipe a disputé ses parties locales à l'Aréna Jacques Plante jusqu'au 18 décembre 2008. Ils évoluent maintenant dans le Centre Gervais Auto de Shawinigan, inauguré la même année.

## Étymologie
Le nom « Cataractes » ne fait pas allusion à la cataracte, une maladie des yeux. En réalité, une cataracte est aussi une chute d’un grand cours d’eau sur une hauteur importante. Dans ce cas-ci, ce sont les « Chutes de Shawinigan » qui sont considérées comme cataractes. Une équipe de la Ligue de hockey senior du Québec, les Shawinigan Falls Cataracts (1945-1953) et les Shawinigan Cataracts (1954-1958), avait évoluée à Shawinigan. Cette dernière a gagné les éliminatoires de la saison 1954-1955.

## Histoire
En 1965 les Bruins de Victoriaville, de la Ligue de hockey junior du Québec, déménagent à Shawinigan pour devenir les Bruins de Shawinigan. À la fin de la saison 1965-1966, l'équipe perd contre les Oshawa Generals qui remportent le George Richardson Memorial Trophy. En 1969, l'équipe devient un membre fondateur de la LHJMQ, et est la seule équipe de cette ligue à avoir joué dans la même ville depuis.
En 1973, et jusqu'en 1978, l'équipe porte le nom de Dynamos. Lors de la saison 1977-1978, les Dynamos atteignent le record de 3 victoires, 65 défaites, et 4 matchs nuls. Dans une partie contre les Castors de Sherbrooke, ils encaissent 22 buts.
Renommée Cataractes de Shawinigan en 1978, l'équipe connait quelques bonnes saisons, remportant le Trophée Jean Rougeau pour le plus de points en saison régulière à deux occasions (1985 et 2001), mais ne remporte pas le championnat de la LHJMQ. En 1985, alors qu'elle est l'hôtesse du tournoi de la Coupe Memorial, l'équipe réussit à se rendre en finale mais perd contre les Raiders de Prince Albert. Lors de ce tournoi, seules les deux premières parties sont jouées à Shawinigan à cause des nombreux piliers qui rendent impossible la diffusion des parties à la télévision. Les autres parties sont disputées à Drummondville.
En 2012, Shawinigan accueille le tournoi de la coupe Memorial ; les Cataractes gagnent le trophée en battant 2-1 en prolongation l'équipe championne de la Ligue de hockey junior de l'Ontario, les Knights de London.
En 2016, les Cataractes perdent en finale de la LHJMQ face aux Huskies de Rouyn-Noranda en cinq matchs. Le capitaine Anthony Beauvillier est le meneur des siens avec 30 points en 21 rencontres.
En 2022, les Cataractes remportent la Coupe du président (LHJMQ) en battant en finale les Islanders de Charlottetown 4 matchs à 1 et se qualifient pour la Coupe Memorial 2022.

## Logos

Logo de 1978 à 1990.
Logo de 1990 à 1998.
Logo de 1998 à 2008.
Logo depuis 2008.

## Statistiques
| Saison    | PJ | V  | D  | N  | DP | DTB | % V  | BP  | BC  | Pts | Classement                      | Séries éliminatoires       |
| --------- | -- | -- | -- | -- | -- | --- | ---- | --- | --- | --- | ------------------------------- | -------------------------- |
| 1969-1970 | 56 | 36 | 19 | 1  | -  | -   | 65,2 | 318 | 254 | 73  | 2e de la division Est           | Éliminés au 2e tour        |
| 1970-1971 | 62 | 38 | 23 | 1  | -  | -   | 62,1 | 301 | 256 | 77  | 2e de la LHJMQ                  | Finalistes                 |
| 1971-1972 | 61 | 34 | 24 | 3  | -  | -   | 58,2 | 290 | 208 | 71  | 5e de la LHJMQ                  | Éliminés au 3e tour        |
| 1972-1973 | 64 | 28 | 34 | 2  | -  | -   | 45,3 | 301 | 278 | 58  | 4e de la LHJMQ                  | Éliminés au 2e tour        |
| 1973-1974 | 70 | 30 | 37 | 3  | -  | -   | 45   | 347 | 402 | 63  | 3e de la division Est           | Éliminés au 2e tour        |
| 1974-1975 | 72 | 16 | 45 | 11 | -  | -   | 29,9 | 324 | 462 | 43  | 5e de la division Est           | Non qualifiés              |
| 1975-1976 | 72 | 9  | 59 | 4  | -  | -   | 15,3 | 254 | 554 | 22  | 5e de la division Est           | Non qualifiés              |
| 1976-1977 | 72 | 18 | 42 | 12 | -  | -   | 33,3 | 265 | 357 | 48  | 4e de la division Frank-Dilio   | Non qualifiés              |
| 1977-1978 | 72 | 3  | 65 | 4  | -  | -   | 6,9  | 258 | 687 | 10  | 5e de la division Frank-Dilio   | Non qualifiés              |
| 1978-1979 | 74 | 24 | 43 | 7  | -  | -   | 37,2 | 310 | 424 | 55  | 5e de la division Frank-Dilio   | Éliminés au 2e tour        |
| 1979-1980 | 72 | 28 | 35 | 9  | -  | -   | 45,1 | 314 | 339 | 65  | 5e de la division Frank-Dilio   | Éliminés au 2e tour        |
| 1980-1981 | 72 | 34 | 34 | 4  | -  | -   | 50   | 325 | 321 | 72  | 4e de la division Frank-Dilio   | Éliminés au 2e tour        |
| 1981-1982 | 64 | 35 | 27 | 2  | -  | -   | 56,3 | 349 | 278 | 72  | 5e de la LHJMQ                  | Éliminés au 2e tour        |
| 1982-1983 | 70 | 52 | 16 | 2  | -  | -   | 75,7 | 406 | 234 | 106 | 1er de la division Frank-Dilio  | Éliminés au 3e tour        |
| 1983-1984 | 70 | 37 | 33 | 0  | -  | -   | 52,9 | 329 | 287 | 74  | 1er de la division Frank-Dilio  | Éliminés au 2e tour        |
| 1984-1985 | 68 | 48 | 19 | 1  | -  | -   | 71,3 | 384 | 255 | 97  | 1er de la division Frank-Dilio  | Éliminés au 3e tour        |
| 1985-1986 | 72 | 32 | 38 | 2  | -  | -   | 45,8 | 353 | 361 | 66  | 4e de la division Frank-Dilio   | Éliminés au 2e tour        |
| 1986-1987 | 70 | 38 | 26 | 6  | -  | -   | 58,6 | 408 | 335 | 82  | 2e de la division Frank-Dilio   | Éliminés au 3e tour        |
| 1987-1988 | 70 | 30 | 37 | 3  | -  | -   | 45   | 387 | 381 | 63  | 4e de la division Frank-Dilio   | Éliminés au 3e tour        |
| 1988-1989 | 70 | 31 | 35 | 4  | -  | -   | 47,1 | 318 | 321 | 66  | 8e de la LHJMQ                  | Éliminés au 3e tour        |
| 1989-1990 | 70 | 38 | 30 | 2  | -  | -   | 55,7 | 328 | 275 | 78  | 4e de la LHJMQ                  | Éliminés au 2e tour        |
| 1990-1991 | 70 | 27 | 40 | 3  | -  | -   | 40,7 | 261 | 289 | 57  | 4e de la division Frank-Dilio   | Éliminés au 2e tour        |
| 1991-1992 | 70 | 37 | 27 | 6  | -  | -   | 57,1 | 279 | 273 | 80  | 2e de la division Frank-Dilio   | Éliminés au 3e tour        |
| 1992-1993 | 70 | 19 | 46 | 5  | -  | -   | 30,7 | 262 | 357 | 43  | 5e de la division Frank-Dilio   | Non qualifiés              |
| 1993-1994 | 72 | 36 | 31 | 5  | -  | -   | 53,5 | 316 | 313 | 77  | 4e de la division Frank-Dilio   | Éliminés au 1er tour       |
| 1994-1995 | 72 | 40 | 28 | 4  | -  | -   | 58,3 | 325 | 270 | 84  | 2e de la division Frank-Dilio   | Éliminés au 3e tour        |
| 1995-1996 | 70 | 35 | 30 | 5  | -  | -   | 53,6 | 289 | 259 | 75  | 3e de la division Frank-Dilio   | Éliminés au 1er tour       |
| 1996-1997 | 70 | 41 | 24 | 5  | -  | -   | 62,1 | 277 | 232 | 87  | 2e de la division Frank-Dilio   | Éliminés au 2e tour        |
| 1997-1998 | 70 | 40 | 24 | 6  | -  | -   | 61,4 | 262 | 217 | 86  | 3e de la division Robert-Lebel  | Éliminés au 1er tour       |
| 1998-1999 | 70 | 44 | 22 | 4  | -  | -   | 65,7 | 275 | 212 | 92  | 1er de la division Robert-Lebel | Éliminés au 2e tour        |
| 1999-2000 | 72 | 37 | 25 | 5  | 5  | -   | 58,3 | 295 | 257 | 84  | 1er de la division Centrale     | Éliminés au 2e tour        |
| 2000-2001 | 72 | 54 | 10 | 6  | 2  | -   | 80,6 | 375 | 192 | 116 | 1er de la division Centrale     | Éliminés au 3e tour        |
| 2001-2002 | 72 | 43 | 21 | 5  | 3  | -   | 65,3 | 288 | 200 | 94  | 1er de la division Centrale     | Éliminés au 3e tour        |
| 2002-2003 | 72 | 25 | 35 | 8  | 4  | -   | 43,1 | 209 | 249 | 62  | 3e de la division Centrale      | Éliminés au 2e tour        |
| 2003-2004 | 70 | 39 | 21 | 4  | 6  | -   | 62,9 | 259 | 215 | 88  | 2e de la division Ouest         | Éliminés au 2e tour        |
| 2004-2005 | 70 | 31 | 25 | 12 | 2  | -   | 54,3 | 199 | 188 | 76  | 2e de la division Ouest         | Éliminés au 1er tour       |
| 2005-2006 | 70 | 37 | 28 | -  | 3  | 2   | 56,4 | 285 | 278 | 79  | 6e de la division Ouest         | Éliminés au 2e tour        |
| 2006-2007 | 70 | 25 | 39 | -  | 2  | 4   | 40   | 228 | 301 | 56  | 9e de la division Telus         | Éliminés au 1er tour       |
| 2007-2008 | 70 | 33 | 33 | -  | 0  | 4   | 50   | 226 | 241 | 70  | 6e de la division Telus         | Éliminés au 1er tour       |
| 2008-2009 | 68 | 51 | 14 | -  | 3  | 0   | 77,2 | 308 | 183 | 105 | 2e de la division Telus Centre  | Finalistes                 |
| 2009-2010 | 68 | 31 | 29 | -  | 3  | 5   | 45,6 | 217 | 240 | 70  | 3e de la division Telus Centre  | Éliminés au 1er tour       |
| 2010-2011 | 68 | 42 | 23 | -  | 2  | 1   | 64   | 250 | 202 | 87  | 3e de la division Telus Ouest   | Éliminés au 2e tour        |
| 2011-2012 | 68 | 45 | 16 | -  | 3  | 4   | 71,3 | 274 | 179 | 97  | 1er de la division Telus Est    | Éliminés au 2e tour        |
| 2012-2013 | 68 | 15 | 46 | -  | 5  | 2   | 22,3 | 154 | 284 | 37  | 5e de la division Telus Est     | Non qualifiés              |
| 2013-2014 | 68 | 20 | 39 | -  | 4  | 5   | 29,4 | 163 | 251 | 49  | 6e de la division Telus Est     | Éliminés au 1er tour       |
| 2014-2015 | 68 | 39 | 26 | -  | 1  | 2   | 57,4 | 259 | 214 | 81  | 3e de la division Telus Est     | Éliminés au 1er tour       |
| 2015-2016 | 68 | 44 | 19 | -  | 4  | 1   | 68,4 | 281 | 220 | 93  | 1re de la division Est          | Finalistes                 |
| 2016-2017 | 68 | 42 | 20 | -  | 4  | 2   | 66,2 | 258 | 184 | 90  | 1re de la division Est          | Éliminés au 1er tour       |
| 2017-2018 | 68 | 16 | 45 | -  | 6  | 1   | 28,7 | 183 | 298 | 39  | 6e de la division Est           | Non qualifiés              |
| 2018-2019 | 68 | 14 | 49 | -  | 2  | 3   | 24,3 | 188 | 347 | 33  | 3e de la division Centre        | Éliminés au 1er tour       |
| 2019-2020 | 63 | 29 | 32 | -  | 2  | 0   | 47,6 | 227 | 245 | 60  | 4e de la division Centre        | Séries annulées (Covid-19) |
| 2020-2021 | 34 | 21 | 10 | -  | 2  | 1   | 66,2 | 125 | 109 | 45  | 2e de la division Est           | Éliminés au 1er tour       |
| 2021-2022 | 68 | 40 | 24 | -  | 1  | 3   | 61,8 | 235 | 190 | 84  | 2e de la division Centre        | Vainqueurs                 |
| 2022-2023 | 68 | 29 | 34 | -  | 2  | 3   | 46,3 | 209 | 236 | 63  | 4e de la division Centre        | Éliminés au 1er tour       |
| 2023-2024 | 68 | 30 | 34 | -  | 3  | 1   | 47,1 | 195 | 215 | 64  | 4e de la division Centre        | Éliminés au 1er tour       |

## Joueurs
Numéros retirés
- 1 - Mario Gosselin
- 7 - Michel Brière
- 9 - Sergio Momesso
- 14 - Benoit Plouffe
- 16 - Pascal Dupuis
- 17 - Patrice Lefebvre
- 18 - Marcel Giguère
- 19 - Stéphane Robidas
- 21 - Marc-André Bergeron
- 26 - Dean Bergeron
- 27 - Stéphan Lebeau
- 33 - Patrick Lalime
- 50 - Jason Pominville

### Équipe actuelle
| No    | Nom                     | Nat. | Position     | Arrivée |
| ----- | ----------------------- | ---- | ------------ | ------- |
| +029, | Mathys Fernandez        |      | Gardien      | 2024    |
| +035, | Félix Hamel             |      | Gardien      | 2023    |
| +003, | Julien Lanthier         |      | Défenseur    | 2024    |
| +005, | Mathieu Plante          |      | Défenseur    | 2024    |
| +006, | Félix Plamondon         |      | Défenseur    | 2023    |
| +008, | Isaac Ménard – A        |      | Défenseur    | 2021    |
| +012, | Louis-Félix Gagnon      |      | Défenseur    | 2024    |
| +028, | Noah McKinnon           |      | Défenseur    | 2023    |
| +049, | Jordan Tourigny         |      | Défenseur    | 2023    |
| +010, | Jacob Lachance          |      | Attaquant    | 2023    |
| +011, | Eli Baillargeon         |      | Attaquant    | 2022    |
| +013, | Louis-Philippe Fontaine |      | Ailier droit | 2024    |
| +055, | Félix Lacerte           |      | Attaquant    | 2022    |
| +061, | Jordan Forget           |      | Attaquant    | 2023    |
| +072, | Chad Lygitsakos         |      | Attaquant    | 2024    |
| +077, | Reece Peitzsche         |      | Attaquant    | 2024    |
| +078, | Nathan Éthier           |      | Attaquant    | 2021    |
| +079, | Antoine Pilotte         |      | Attaquant    | 2024    |
| +086, | Vince Elie              |      | Attaquant    | 2024    |
| +088, | Cole Chandler           |      | Attaquant    | 2023    |
| +096, | Kody Dupuis             |      | Attaquant    | 2022    |
| +097, | Jiri Klima              |      | Attaquant    | 2023    |